# Haldensleben
Haldensleben − miasto powiatowe w Niemczech, w kraju związkowym Saksonia-Anhalt, siedziba powiatu Börde.

## Geografia
Haldensleben leży na północny zachód od Magdeburga. Przez miasto przepływa Kanał Śródlądowy (niem. Mittellandkanal).

## Dzielnice
Miasto dzieli się na następujące dzielnice:
- Hundisburg
- Satuelle
- Süplingen - przyłączona 1 stycznia 2014
- Uthmöden
- Wedringen

## Współpraca

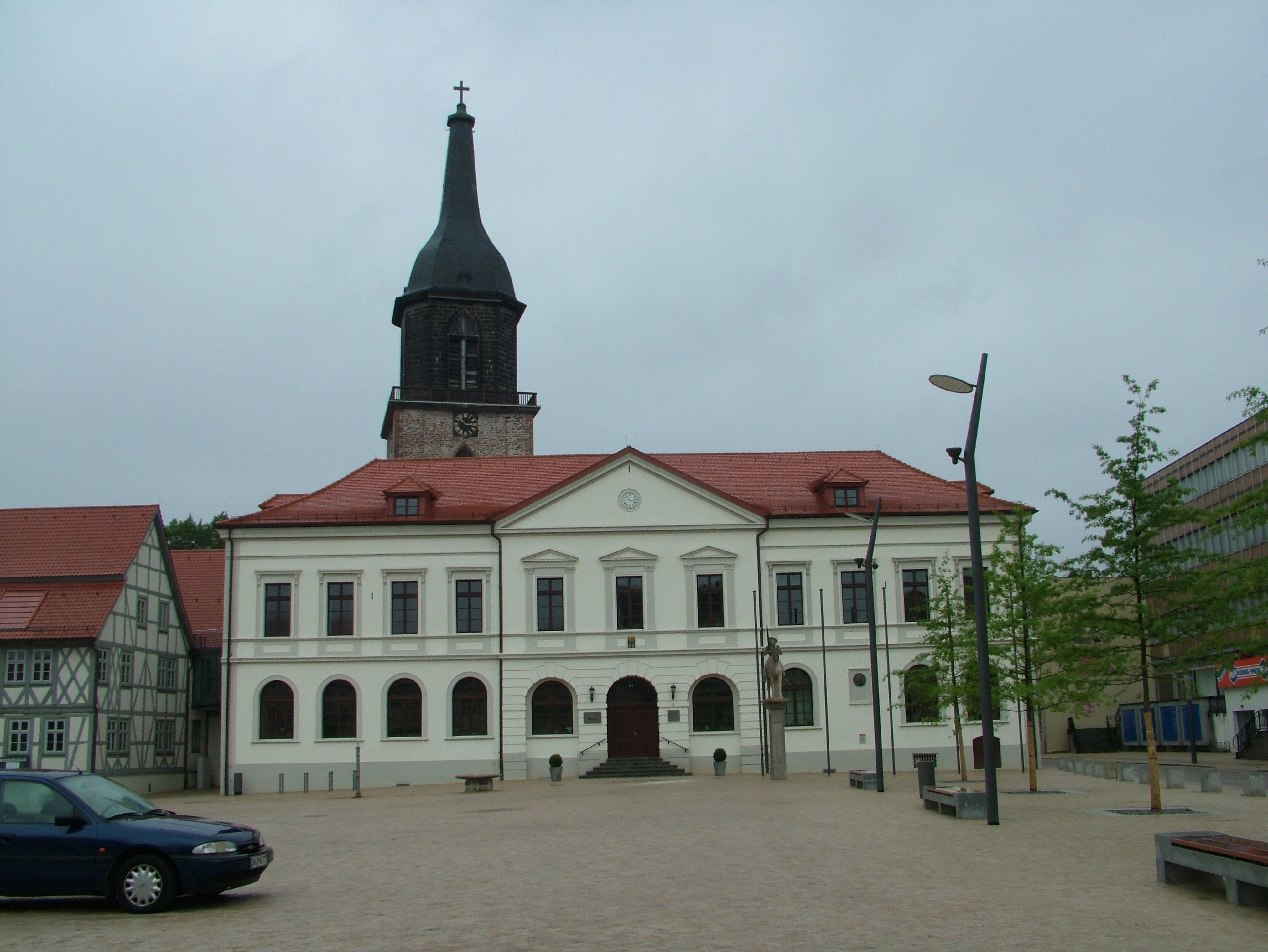
Ratusz

Miejscowości partnerskie:
- Ciechanów, Polska
- Helmstedt, Dolna Saksonia
- Viernheim, Hesja